# IfA 0230-Z1
IfA 0230-Z1, auch als ULAS J022637.55+005154.4 katalogisiert, abgekürzt ULAS J0226+0051, ist ein T-Zwerg im Sternbild Cetus.
Das Objekt wurde in einer im Jahr 2002 veröffentlichten Arbeit von Liu et al. anhand von Daten des IfA Deep Survey als T-Zwerg identifiziert.
Die scheinbare Helligkeit von etwa 18,2 mag im J-Band ist sehr gering verglichen mit anderen bekannten T-Zwergen.
Aufgrund der scheinbaren Helligkeit und einer Abschätzung der Leuchtkraft über die Temperatur von damals bekannten T-Zwergen verorteten die Entdecker das Objekt ganz grob bei einer Entfernung von etwa 50 pc. Matsuoka et al. schätzen in einer 2011 publizierten Untersuchung die Entfernung auf 70 ± 20 pc. Damit gehört IfA 0230-Z1 zu den am weitesten entfernten bekannten T-Zwergen.